# 外山 (前日光)
外山（とやま、そとやま）は栃木県日光市萩垣面にある山。旧日光市市街地の北側に位置し、標高は880.1m。

## 概要
外山は、栃木県日光市萩垣面に在る主に石英斑岩から成る山である。
山頂部まで木が生い茂っているものの、独立峰であることもあって山頂からの展望はよく、北側には日光表連山の山々が、また南側には日光市街地と鳴虫山、今市市街地や日光杉並木のほか、宇都宮市方面の山並まで見渡せる。
日光山の魔除けとして毘沙門天が祀られており、その歴史は弘法大師の日光入山にまで遡るとの伝承もある。

## 歴史
世界遺産に登録されている輪王寺、日光東照宮、日光二荒山神社の鬼門にあたる北東に位置することから、山頂部にはこれを守護するため毘沙門堂が建てられ毘沙門天が祀られている。毘沙門堂はかつて木製であったが、現在は石製のものに造り替えられている。
明治時代の廃仏毀釈により輪王寺の境内地となったが、以前は神社地であり、その名残として参道である登山道には石鳥居が残されている。
1878年（明治11年）、日光に滞在したイザベラ・バードは、日課としてまず日光東照宮などの寺社群を見学し、滝を見て、男体山、赤薙山、女峰山、大真名子山、小真名子山という日光の五大峰が雪を被っている様子や、さらに江戸から歩いてきた関東平野の彼方に筑波山が広がるのを外山から眺めた後、最後に日光の生活ぶりを知るため入町を見物したと、自身の手記（『イザベラ・バードの日本紀行』・講談社）に記している。

## 登山
旧日光市街地に近い稲荷川（大谷川の支流）沿いに登山口があり、山頂まで登山道が通じている。この登山口から外山山頂までは徒歩で30分から小一時間程度であり、小休止を入れても往復2時間から3時間程もあれば登山が可能である。
なお、地形図には外山山頂から尾根伝いに霧降高原歩道に至る破線が記されているが、道の整備状況が悪く一部不明瞭である。

## 参考資料
- 日本国土地理院 地図閲覧サービス 2万5千分1地形図名：日光北部(日光)
- イザベラ・バード著、時岡敬子訳 『イザベラ・バードの日本紀行』（講談社）